# Рибне (заповідне урочище)
Ри́бне — заповідне урочище в Україні. Об'єкт природно-заповідного фонду Івано-Франківської області. 
Розташоване на території Ямницької сільської громади Івано-Франківського району Івано-Франківської області, на південь від села Рибне.
Площа 55 га. Статус присвоєно згідно з рішенням облвиконкому від 17.05.1983 року № 166. Перебуває у віданні ДП «Івано-Франківський лісгосп» (Рибненське л-во, кв. 19, вид. 1—5; кв. 22, вид. 1—5, 18—20.
Статус присвоєно з метою збереження унікальних для Прикарпаття ялицево-дубових високопродуктивних насаджень віком понад 100 років.